# Projet DearMoon

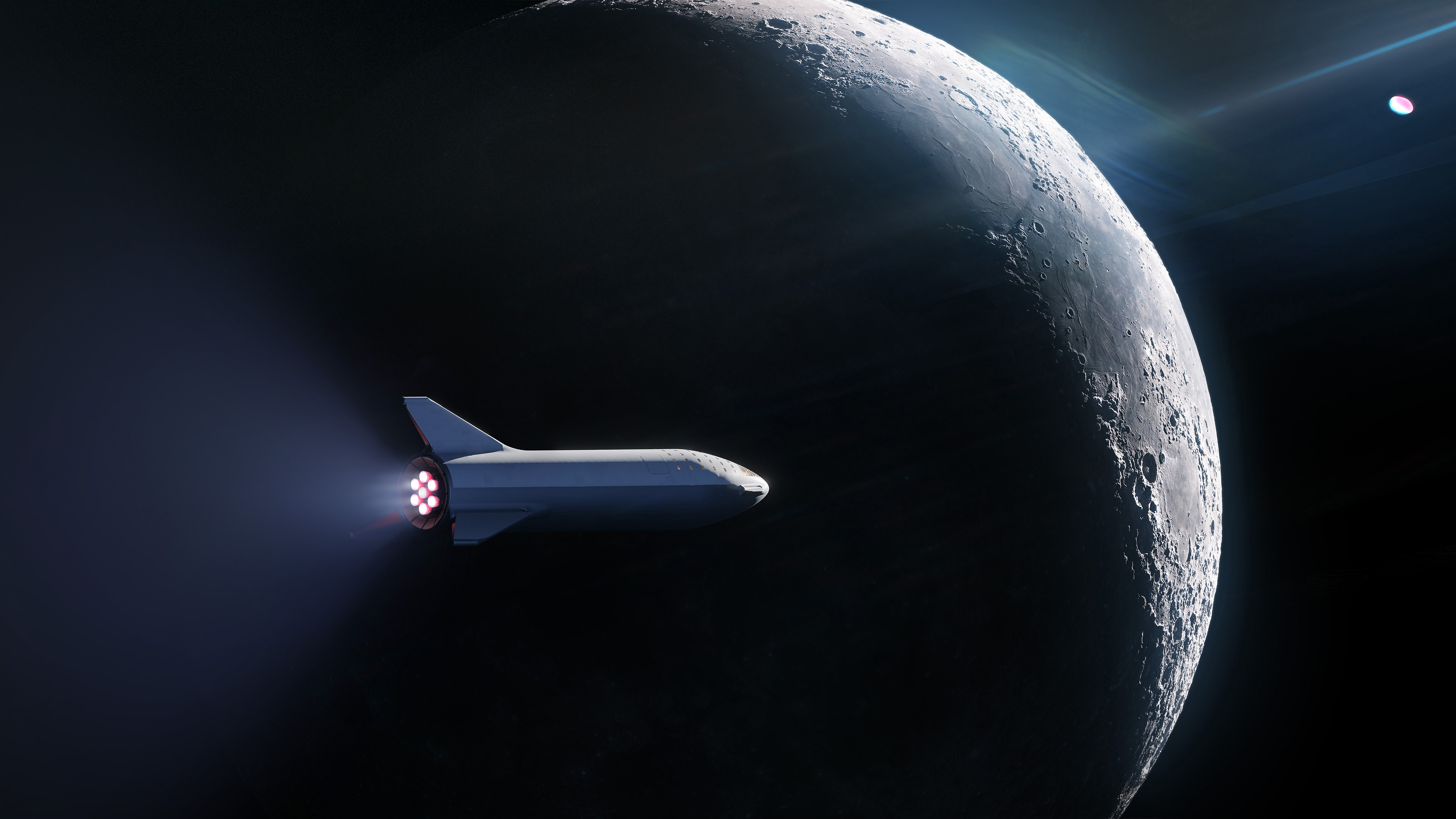
Vue d'artiste du Starship près de la Lune.

Le projet DearMoon (stylisé en #dearMoon project) est un projet de tourisme spatial et un projet artistique conçu et financé par le milliardaire japonais Yūsaku Maezawa. Ce vol spatial privé implique Maezawa, huit artistes (et deux remplaçants) et un ou deux membres de l'équipage à bord du vaisseau spatial Starship de SpaceX volant sur une trajectoire circumlunaire. Le projet a été dévoilé en septembre 2018 et devait avoir lieu en 2023. Le 1er juin 2024, Maezawa annonce que le projet est annulé.
L'objectif du projet est de faire voyager gratuitement huit artistes accomplis autour de la Lune pour une tournée de six jours. Maezawa s'attend à ce que l'expérience du tourisme spatial inspire les artistes accompagnateurs dans la création de nouveaux arts. L'art serait exposé quelque temps après son retour sur Terre pour aider à promouvoir la paix dans le monde.

## Équipage
Le 8 décembre 2022, l'équipage de la mission a été annoncé.

### Principal
- Commandant : Yūsaku Maezawa (2),  Japon
- DJ & producteur Steve Aoki (1),  États-Unis
- Créateur Youtube Tim Dodd (1),  États-Unis
- Artiste Yemi A.D. (1),  Tchéquie
- Photographe Karim Iliya (1),  Royaume-Uni
- Photographe Rhiannon Adam (1),  Irlande
- Réalisateur Brendan Hall (1),  États-Unis
- Acteur Dev Joshi (1),  Inde
- Musicien Choi Seung-hyun (1),  Corée du Sud

Le chiffre entre parenthèses indique le nombre de vols spatiaux effectués par l'astronaute, Projet DearMoon inclus.

### Équipage de réserve
Les réservistes remplacent le ou les membres d'équipage si ce ou ces derniers ne peuvent assurer leur poste.
- Kaitlyn Farrington (1),  États-Unis
- Miyu (1),  Japon